# Karidja Touré

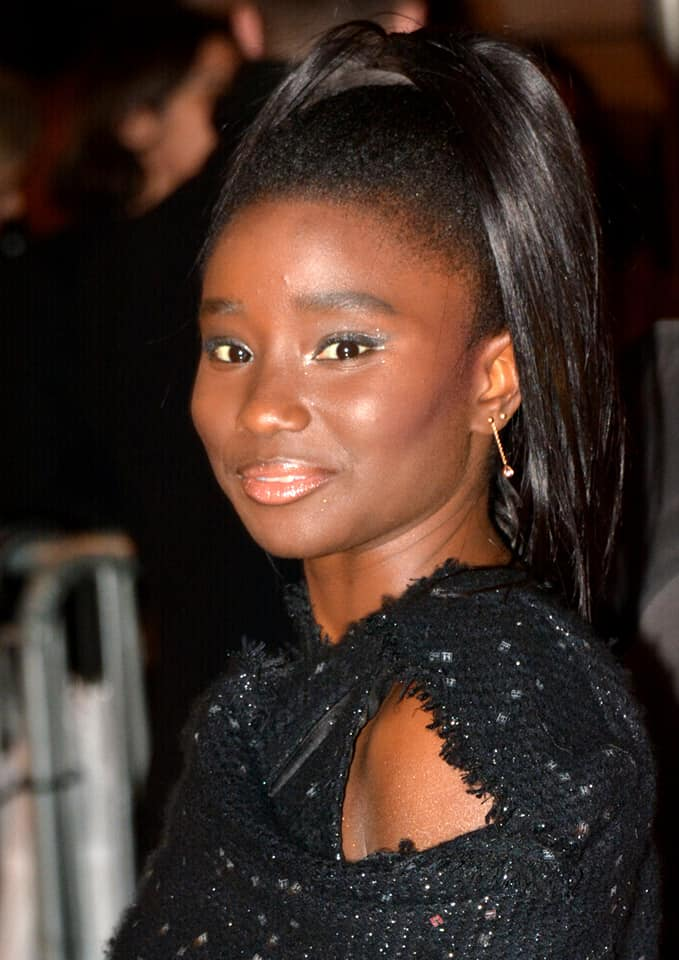
Karidja Touré, 2020

Karidja Touré (* 14. Februar 1994 in Bondy) ist eine französische Filmschauspielerin.

## Leben
Tourès Eltern kommen aus der Elfenbeinküste; ihr Vater arbeitete als Rezeptionist und die Mutter war als Tagesmutter tätig. Touré wurde in Bondy geboren und wuchs mit zwei Geschwistern im 15. Arrondissement von Paris auf. Sie ist praktizierende Muslimin. Schon früh begeisterte sie sich für den Tanz und war sechs Jahre lang im Bereich Jazz und Modern Dance aktiv.
Castingagentin Rita Rego entdeckte die 19-jährige Touré auf dem Jahrmarkt Foire du Trône in Paris. Touré überzeugte Céline Sciamma beim Vorsprechen und die Regisseurin besetzte sie in der Hauptrolle des Films Mädchenbande. Hier spielte sie die junge Marieme, die sich einer Mädchengang anschließt und auf die schiefe Bahn gerät. Der Film wurde mehrfach ausgezeichnet; Touré erhielt 2015 für ihre Darstellung eine César-Nominierung in der Kategorie Beste Nachwuchsdarstellerin und eine Nominierung für den Prix Lumières.
Touré, die sich als durchschnittliche Schülerin bezeichnete, legte ein Baccalauréat professionnel im Bereich Buchhaltung ab. Nach ihrem Erfolgt mit Mädchenbande setzte sie ihr Studium fort und erhielt das BTS (Brevet de technicien supérieur) im Bereich Assistentin der Geschäftsleitung. Es folgten ab 2017 zahlreiche weitere Rollen in Filmen wie Ein Kuss von Béatrice und Der Klavierspieler vom Gare du Nord. Touré trat zudem in Musikvideos auf, so in Louanes Jeune (2015) und in Aya Nakamuras Jolie Nana (2020). Im Jahr 2019 gab Touré ihr Bühnendebüt: In Abd al Maliks Inszenierung von Albert Camus’ Die Gerechten spielte sie am Pariser Théâtre du Châtelet die Rolle der Alexis Voinov.
Touré ist eine der Beteiligten am Buch-Manifest Noire n’est pas mon métier, das von Aïssa Maïga 2018 initiiert wurde und sich gegen die Diskriminierung von People of Color innerhalb der Filmbranche wendet.
Im Jahr 2023 wurde sie beim 76. Filmfestival von Cannes in die Kurzfilmjury berufen.

## Filmografie
- 2014: Mädchenbande (Bande des filles)
- 2017: Ein Kuss von Béatrice (Sage femme)
- 2017: Der Wein und der Wind (Ce qui nous lie)
- 2017: Skokan
- 2017: La colle
- 2017: The Adventures of Selika (Kurzfilm)
- 2018: Tamara Vol. 2
- 2018: Der Klavierspieler vom Gare du Nord (Au bout des doigts)
- 2019: Versus
- 2019: L’échappée
- 2020: Tout nous sourit

## Auszeichnungen
- 2015: César-Nominierung, Beste Nachwuchsdarstellerin, für Mädchenbande
- 2015: Nominierung Prix Lumières, Beste Nachwuchsdarstellerin, für Mädchenbande
- 2016: Chlotrudis Award, Beste Hauptdarstellerin, für Mädchenbande
- 2016: Nominierung Black Reel Award, Beste Darstellerin, für Mädchenbande